# Михайловский (Удмуртия)
Михайловский — починок в Завьяловском районе Удмуртской Республики Российской Федерации. В рамках организации местного самоуправления входит (с 2021 года) в муниципальный округ Завьяловский район.
Находится в пригородной зоне Ижевска.

## Название
В 1931 году именовался Новомихайловский, в 1939 году — Михайловский. Статус — починок — не менялся (Справочник по административно-территориальному делению Удмуртии / Составители: О. М. Безносова, С. Т. Дерендяева, А. А. Королёва. — Ижевск: Удмуртия, 1995).

## География
Находится при автодороге 94К-26 (Шабердинский тракт), в 14 км к северо-западу от центра Ижевска.

## История
Возник как поселение
при Шабердинском кирпичном заводе, ныне заброшенном; по данным 2gis принадлежит Ижевску .
По меньшей мере с 1931 года по 1994 годы входил в Шабердинский сельсовет.
В 1994—2005 годах в Шабердинской сельской администрации.
Входил с 2005 года по 25 июня 2021 года в Шабердинское сельское поселение Завьяловского муниципального района
.

## Население
| 2010 | 2012 |
| ---- | ---- |
| 9    | ↗14  |

## Инфраструктура
Личное подсобное хозяйство с зоной сельскохозяйственного использования, индивидуальная застройка усадебного типа.

## Транспорт
Починок доступен автотранспортом. Ближайшая остановка общественного транспорта «Поворот на Шабердино» находится в пешей доступности.